# Papyrus Oxyrhynchus 4009
Papyrus Oxyrhynchus 4009 (P. Oxy. 4009) ist eine frühe, ins 2. Jahrhundert datierte, griechische Abschrift verschiedener Jesus-Logien mit einer großen textuellen Nähe zum apokryphen Petrusevangelium. Die Handschrift gehört zu den Oxyrhynchus-Papyri und wird heute in der Archaeology and Ancient World Library in Oxford aufbewahrt.
P. Oxy. 4009 und P. Oxy. 5575 sind möglicherweise beides Fragmente ein und derselben Handschrift oder desselben Schreibers.